# 소에다역
소에다역(일본어: 添田駅)은 일본 후쿠오카현 다가와군 소에다정에 있는 규슈 여객철도 히타히코산 선의 역이다.

## 역 구조
섬식 승강장 1면 2선을 가진 지상역이다. 과선교가 있었지만 철거되어, 역사와 승강장은 구내 건널목으로 연결되어 있다. JR 규슈철도영업이 역 업무를 행하는 업무위탁역으로, POS 단말이 설치되어 있다.

## 역 주변
- 소에다 정청

## 역사
- 1915년 4월 1일 : 고쿠라 철도의 가미소에다역으로서 개업.
- 1933년 : 히코산구치역으로 개칭.
- 1942년 8월 1일 : 고쿠라 철도가 매수하여 국철 선으로 되다. 소에다역으로 개칭.
- 1987년 4월 1일 : 국철 분할 민영화에 의해 규슈 여객철도에 승계.
- 2007년 3월 18일 : 다이어 개정에 의해 소에다 - 고쿠라 간의 상행 쾌속열차가 설정되었다.

## 인접 역
| 히타히코산 선            | 히타히코산 선 | 히타히코산 선            |
| ------------------------ | ------------- | ------------------------ |
| 부젠카와사키 고쿠라 방면 | ■ 쾌속        | 시·종착역                |
| 니시소에다 조노 방면     | ■ 보통        | 간유샤히코산 요아케 방면 |